# Толково (Брестская область)

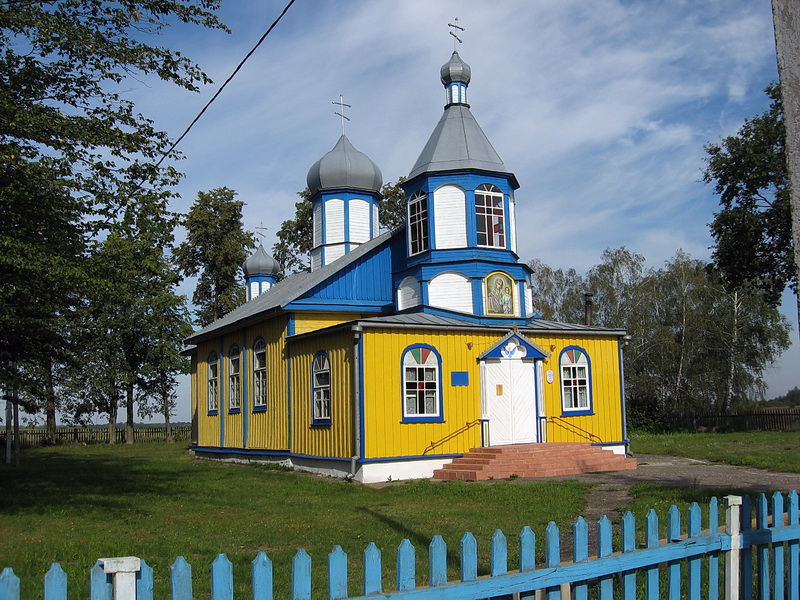
Толково. Церковь в честь Казанской иконы Божией Матери

Толково (бел. Толкава) — деревня в Дрогичинском районе Брестской области Беларуси. Входит в состав Закозельского сельсовета.

## География
Деревня находится в южной части Брестской области, при автодороге Н-676, на расстоянии приблизительно 12 километров (по прямой) к западу от города Дрогичина, административного центра района. Абсолютная высота — 151 метр над уровнем моря. Площадь населённого пункта — 0,8779 км².

## История
В письменных источниках начинает упоминаться начиная с XVI века.
По состоянию на 1905 год, в Толкове проживало 1005 человек. В административном отношении деревня входила в состав Антопольской волости Кобринского уезда Гродненской губернии.
Согласно Рижскому мирному договору (1921), деревня вошла в состав межвоенной Польши, являлась частью гмины Антополь Кобринского повета Полесского воеводства. В 1921 году числилось 230 жителей, проживавших в 33 домах. В этническом составе населения того периода поляки составляли 73,9 %, русины — 26,1 %. В конфессиональном составе населения преобладали православные христиане (100 %).
С 1939 года в БССР, с 1940 по 1960 годы в составе Первомайского сельсовета Антопольского района. В 1959 году населённый пункт Дрогичинского района.

## Население
По данным переписи 2019 года, в деревне проживал 131 человек.
| Год  | Население, человек |
| ---- | ------------------ |
| 1858 | 445                |
| 1886 | ↗ 669              |
| 1905 | ↗ 1005             |
| 1921 | ↘ 230              |
| 1940 | ↗ 727              |
| 1960 | ↘ 489              |
| 1970 | ↗ 527              |
| 1995 | ↘ 233              |
| 2005 | ↘ 181              |
| 2009 | ↘ 123              |
| 2019 | ↗ 131              |